# Falco (músico)
Johann "Hans" Hölzel (Viena, 19 de febrero de 1957; entre Villa Montellano y Puerto Plata, 6 de febrero de 1998), más conocido como Falco, fue un cantante y compositor austríaco de new wave, synth pop, hip hop, pop y rock, entre otros. Ha vendido 60 millones de álbumes en todo el mundo. Se convirtió en uno de los artistas más famosos del rap y el new wave en los años 80. En su carrera tuvo cuatro números 1 en varios países europeos, por las canciones «Der Kommissar», «Junge Römer», «Rock Me Amadeus», «Jeanny» y «Coming Home (Jeanny Part 2)». De ellas, sólo «Rock Me Amadeus» tuvo éxito en la lista Billboard y un quinto tema, «Vienna Calling», escaló hasta la posición N.º 18 en dicha lista. 
Falco ha sido el único músico hasta la fecha que ha puesto en la primera posición de Estados Unidos un tema en alemán, con «Rock Me Amadeus» (1986). Por ese motivo, a menudo se le considera un one-hit wonder (artista de un solo éxito).

## Biografía
Originario de Viena, fue el único superviviente de un nacimiento de trillizos. Se graduó en el conservatorio de música de su ciudad natal en 1977. Vivió durante un breve período en Berlín Occidental y se ganaba la vida cantando en una banda de jazz-rock. 
De regreso a Viena, ya se denominaba a sí mismo con el sobrenombre de Falco, el cual parece ser que proviene del homenaje que le hace al esquiador Falko Weißpflog (originario de Alemania Oriental). Pronto, comienza a tocar en las bandas austríacas Spinning Wheel y Hallucination Company.
Durante el período de 1978 a 1983, cuando comenzaba a despuntar como una estrella de rock internacional por sus propios méritos, formó parte como bajista de la banda Drahdiwaberl, una agrupación de hard-rock y punk. 
En este grupo musical también hizo sus primeros intentos como letrista y compone la canción Ganz Wien, que también incluiría en su álbum debut en solitario, Einzelhaft, de 1982.

### Su carrera como solista
El primer éxito que obtuvo fue con el sencillo Der Kommissar, perteneciente a su álbum debut. Es un rap con una base musical algo funky y repetitiva, y estaba interpretado totalmente en alemán, el cual trata sobre el consumo de drogas, combinando rap con estribillos cantados. Llegó a los primeros lugares en varios países europeos, aunque en los Estados Unidos no llegó a tener el éxito esperado (alcanzó el puesto n.º 72).
Curiosamente, la versión interpretada por la desconocida banda británica After the Fire en inglés tan solo unos meses después en 1982 (con una letra bastante diferente), resultó ser más exitosa en listas musicales y en MTV que su original. Las únicas líneas que se mantuvieron del tema de Falco fueron el uh-oh y Alles klar Herr Kommissar. En los Estados Unidos esta versión llegó al n.º 5 y en el Reino Unido el tema pasó sin mayor novedad.
Ese mismo año, Laura Branigan grabó otra versión de Der Kommissar, con otra letra en inglés bajo el título Deep In The Dark, en su álbum Branigan 2].
Su segundo álbum, Junge Roemer, estuvo lejos de repetir el éxito de Einzelhaft fuera de Austria y Alemania (donde estuvo en los primeros lugares). Por dicho motivo, Falco comenzó a experimentar con letras en inglés y modificó su excéntrica apariencia, junto a un nuevo equipo de producción. El resultado sería su disco y sencillo más popular de su carrera.
Falco grabó Rock Me Amadeus, otra vez interpretado como un rap, inspirado en parte por el éxito de la película ganadora del Óscar Amadeus, de Miloš Forman, estrenada en 1984. El éxito de la canción la catapultó (junto con su particular vídeo musical) a los primeros lugares alrededor del mundo en 1986.
La canción encabezó la lista Billboard Hot 100 por tres semanas y su álbum Falco 3 llegó al tercer puesto en ventas según la misma revista. Era la primera vez que se escuchaba a un músico blanco interpretando un rap, mucho más particular considerando su origen europeo. También fue todo un éxito en el Billboard Top R&B Singles Chart (llamado tan solo unos años antes como la lista de Sencillos Negros), llegando al puesto n.º 6.
Falco 3 alcanzó el puesto 18 en la lista Top R&B/Hip-Hop Albums. Además, Rock Me Amadeus fue n.º 1 en una docena de países, incluyendo la Unión Soviética y Japón.
Su siguiente sencillo, Vienna Calling, fue otro éxito internacional, escalando al n.º 18 de los Billboard Charts y al n.º 17 en los EE. UU. (Cash Box Charts) en 1986. Un sencillo doble lado A de 12" con remezclas de estas dos canciones llegó al n.º 4 en las listas de EE. UU. Dance/Disco.
Jeanny fue el tercero y último sencillo de Falco 3, y con el que volvió a las primeras posiciones europeas. Altamente controversial, fue lanzado en Alemania y los Países Bajos con una letra que trata de la historia de Jeanny desde el punto de vista de un violador y posible asesino. Algunos DJs y emisoras de radio alemanas y neerlandesas rehusaron poner la balada. En los Estados Unidos la canción fue ignorada por completo, en contraste fue un enorme éxito en algunos países europeos, lo que motivó dos secuelas de la misma pieza en discos posteriores.
El disco de 1986, Emotional, fue producido por los neerlandeses Rob y Ferdi Bolland (Bolland & Bolland). En él se encuentra la secuela llamada Coming Home (Jeanny Part 2), más una canción acerca de Kathleen Turner y otra llamada Kamikaze Cappa escrita como tributo al fotógrafo y columnista Robert Capa. The Sound of Musik fue otro éxito internacional, y llegó al n.º 20 en EE. UU. (Dance/Disco), aunque resultó desconocida en las listas de éxitos pop de dicho país.
El Emotional-Tour lo llevó de gira por varios países del mundo, hasta concluir en Japón en 1987, presentando la totalidad de sus éxitos en vivo.
Ese mismo año, cantó a dúo con la actriz danesa Brigitte Nielsen Body Next to Body, sencillo que llegó al Top 10 en los países de habla germánica. También ese año fue galardonado con la Berolina en un espectáculo televisivo en Alemania.
A mediados de los 80, Falco vivió su vertiginoso ascenso. Con éxitos mundiales como "Rock Me Amadeus" o "Coming Home", obtuvo 75 discos de oro y se mantuvo durante semanas como primer artista de habla alemana en el número uno de las listas de la revista estadounidense "Billboard". 
Sin embargo, a partir de su cuarto álbum, su carrera internacional empezó a declinar paulatina e irremediablemente, mientras sufrió de problemas por el consumo de drogas y de tipo familiar.
Su siguiente disco, Wiener Blut, salió a la venta en 1988 pero no tuvo mucha publicidad fuera de Alemania y Austria.
En 1990, hizo una canción para Cindy Crawford y Tatjana Patitz, "Tanja P. not Cindy C.," que apareció en su disco de ese año, Data de Groove.
Después de "Jeanny" existieron otros temas que fueron populares en listas de algunos países europeos, pero raramente se escucharon en los Estados Unidos o el Reino Unido. 
Su último disco en vida fue Nachtflug (1992), con la canción Titanic, que ganó premios y elogios en su continente, pero desconocido en América.
Con su canto hablado en alemán mezclado con inglés con elementos de rock, hizo conocida una nueva forma musical, años antes de que la ola del rap cruzara el océano hasta Europa. 
Dijo el periodista y excompañero del cantante, Rupert Leutgeb:

"Falco es el padrino del rap blanco. El austríaco estuvo adelantado a su tiempo en muchos aspectos."

### Fallecimiento

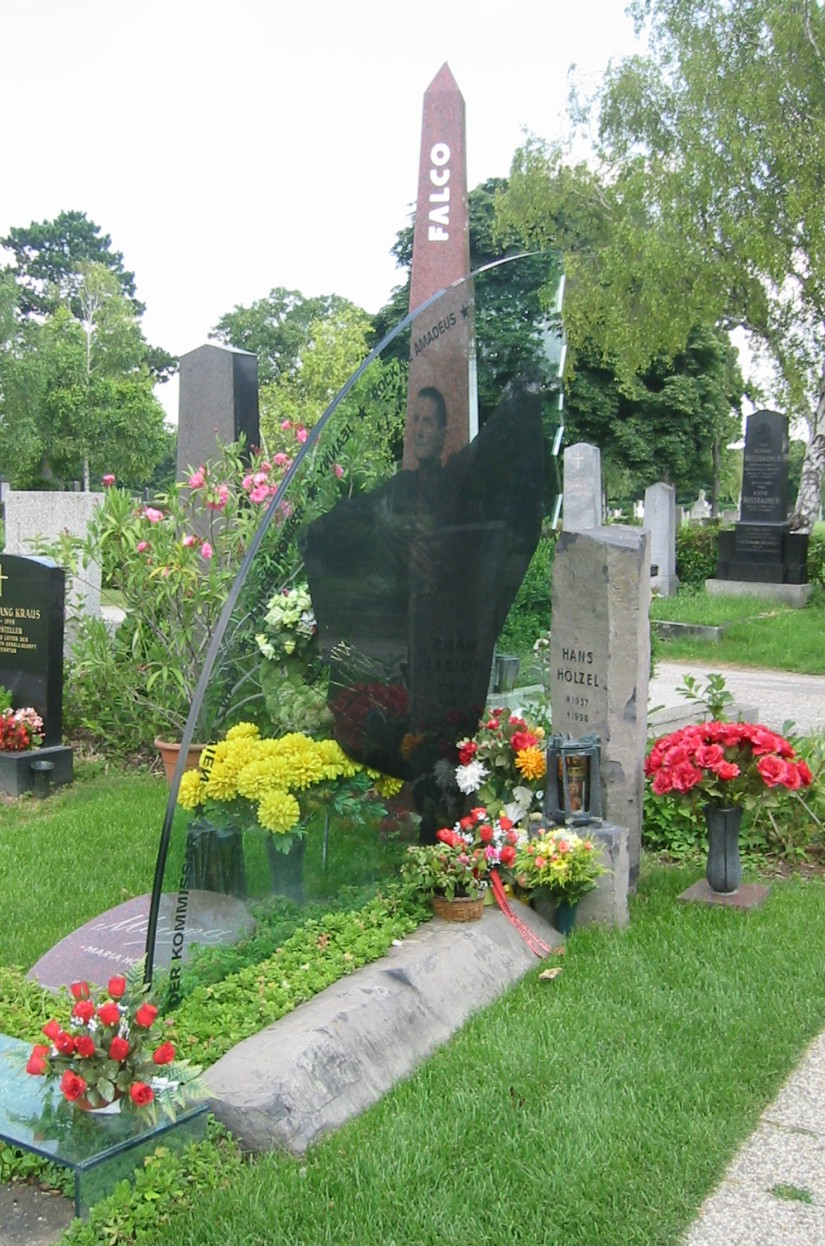
Tumba de Falco.

Tengo que morir para vivir, cantó poco antes de su muerte en el sencillo Out of the Dark.
Falco murió, el 6 de febrero de 1998, a los 40 años, luego de que su coche se estrellara contra un autobús mientras salía de una discoteca, tarde por la noche. 
La tragedia que causó su muerte de forma instantánea ocurrió por la noche, mientras salía del estacionamiento de una discoteca. Médicos del Instituto de Patología Forense de la ciudad de Santiago indicaron que Falco no reconoció el riesgo del accidente hasta el último momento.
Las causas del hecho son confusas y nunca se esclarecieron en su totalidad. Mientras una autopsia inicial informó que el cuerpo tenía altos niveles de alcohol y cocaína, otra versión posterior la desmintió. El conductor del autobús fue absuelto de toda responsabilidad del percance.
El austríaco se había trasladado a ese país para trabajar en su propio estudio de grabación y retornar con nuevo material al mundo de la música.
Sus restos fueron sepultados en el cementerio central (Zentralfriedhof) de Viena, en presencia de más de 4000 seguidores, en una tumba dedicada en su honor.

## Una vida polémica
La vida de Falco dejó algunas controversias, entre ellas una supuesta hija que no fue reconocida por su padre. Además, con una película y numerosas reediciones de sus piezas se pretende estilizarlo como un icono de la música alpina.
La revista austriaca Profil escribió sobre él: 

"Sin su muerte prematura, no habría recibido tan fácilmente este dudoso resplandor de 'figura de culto' y esta conversión retroactiva en estrella mundial y gran carismático".

En Austria, hay una tradición amplia en reconocer a los artistas póstumamente. Y es que este cantante, considerado arrogante y excéntrico, con un estilo musical muy singular, era más reconocido en vida en el exterior que en su patria.
Ya su primer título, Ganz Wien (... ist heut auf Heroin) (algo así como "Toda Viena consume hoy heroína"), fue prohibido en la radio. También se despreciaron éxitos posteriores como Der Kommissar y Jeanny, de 1985, en el que parece estar cantando a un delito sexual.
Pero el exmúsico callejero no supo cómo manejar el éxito y muy pronto la droga y problemas familiares lo sumieron en una crisis emocional a finales de los 80. Con sus nuevos discos no logró nunca el éxito de los anteriores. 
En 1996 se autoexilió y se trasladó a vivir a la República Dominicana, después de 4 años alejado de los escenarios y estudios de grabación. Su nuevo disco, Out of the Dark, estaba casi listo al momento de su deceso, por lo que se lanzó póstumamente en 1998. Los primeros acordes fueron escuchados por teléfono por su amigo Avolio, con quien mantenía una pasión por los automóviles.
Posteriormente se han editado nuevas versiones de sus temas y recopilatorios que han mantenido vivo el legado musical del intérprete, la gran mayoría de ellos en alemán, incluso con temas que se habían mantenido inéditos al momento de su muerte.

## Falco en la cultura popular
- En 1986, el músico "Weird Al" Yankovic presentó una parodia en versión polka de Rock Me Amadeus como parte de su disco Polka Party!
- En 1986, Félix Pando, músico argentino que integró el mítico grupo La Joven Guardia, versionó dos canciones de Falco, Jeanny y Vienna Calling.
- En 1998, Rob y Ferdi Bolland (productores neerlandeses y coescritores de la mitad de los álbumes de Falco) presentaron el EP Tribute to Falco bajo el nombre de "The Bolland Project feat. Alida".
- En 1999, Bloodhound Gang interpretó una parte de Rock Me Amadeus en su canción Mope.
- En 2000, la banda alemana de gothic metal Umbra Et Imago incluyó Rock Me Amadeus en su álbum Mea Culpa.
- En 2004, la banda mexicana de rock Molotov grabó su canción tributo llamada Amateur (Rock Me Amadeus) (en estilo cómico).
- Se escucha brevemente Rock Me Amadeus (con otra letra) en el episodio de Los Simpson titulado "A Fish Called Selma", como una parodia llamada Dr. Zaius.
- Una película llamada Falco – Verdammt, wir leben noch! se estrenó en Austria el 7 de febrero de 2008, diez años y un día después de la muerte del músico. Este título (traducido al inglés como Damn it, we're still alive!; en español: ¡Maldición, todavía vivimos!) es además el nombre de su álbum póstumo de 1999. La película fue escrita y dirigida por Thomas Roth; la película presenta a Manuel Rubey, quien es un músico él mismo, representando a un adulto Johann 'Falco' Hölzel.
- El mejor amigo del artista, el expiloto de Fórmula 1 Niki Lauda, llamó a uno de los aviones Boeing en Lauda Air como Falco, en mayo de 2008.
- En un episodio la serie de televisión de la cadena Fox The Tick, el personaje Bat Manuel escucha en el teléfono la frase "Yes, Falco is dead. Amadeus Amadeus, he is a dead person".
- Un anuncio publicitario de televisión de Subaru para el modelo de automóvil sedán Impreza presenta probadores de vehículos en algunas carreteras alemanas, todos cantando Rock Me Amadeus mientras conducen de una forma imprudente. Son sorprendidos por su supervisor, por lo que son conducidos de nuevo al garaje.
- La banda de power metal de origen alemán Edguy versionó Rock Me Amadeus en su álbum Space Police.
- En la serie de Netflix Dark, de 2019, en una escena ambientada en el año 1986, una estudiante dice: "...creo que Nino De Angelo es mejor que Falco".
- En la Comedia generacional Adventureland de 2009, se escucha Rock Me Amadeus en varias escenas.

## Incidentes
El 26 de junio de 1993, mientras realizaba un concierto en el Festival de la Isla Danubio en Viena, con más de 120.000 asistentes, comenzó una tormenta eléctrica que posteriormente se complicó, el río Danubio se desbordó a causa de las intensas precipitaciones, y mientras Falco cantaba la canción Nachtflug, un rayo impactó frente al escenario, cortando el sonido aproximadamente por 20 segundos; sin embargo, Falco cantó otras dos canciones más antes de suspender su presentación.

## Discografía
| Año         | Título                                   | Máxima posición | Máxima posición | Máxima posición | Máxima posición | Máxima posición | Máxima posición | Máxima posición | Máxima posición | Máxima posición | Máxima posición | Máxima posición |
| Año         | Título                                   | AUT             | GER             | CH              | UK              | U.S.            | CAN             | NOR             | NL              | SWE             | ITA             | EUR             |
| ----------- | ---------------------------------------- | --------------- | --------------- | --------------- | --------------- | --------------- | --------------- | --------------- | --------------- | --------------- | --------------- | --------------- |
| 1982        | Einzelhaft                               | 1               | 19              | -               | -               | 64              | 31              | -               | 1               | 45              | 21              |                 |
| 1984        | Junge Roemer                             | 1               | -               | -               | -               | -               | -               | -               | -               | -               | -               |                 |
| 1985        | Falco 3                                  | 1               | 2               | 1               | 32              | 3               | 7               | 3               | 15              | -               | -               |                 |
| 1986        | Emotional                                | 1               | 1               | 5               | -               | -               | -               | 7               | -               | -               | -               |                 |
| 1988        | Wiener Blut                              | 2               | 9               | 12              | -               | -               | -               | -               | -               | -               | -               |                 |
| 1990        | Data de Groove                           | 11              | -               | -               | -               | -               | -               | -               | -               | -               | -               |                 |
| 1991        | The Remix Hit Collection                 | -               | 51              | -               | -               | -               | -               | -               | -               | -               | -               |                 |
| 1992        | Nachtflug                                | 1               | 73              | -               | -               | -               | -               | -               | -               | -               | -               |                 |
| 1996        | Greatest Hits                            | 2               | -               | -               | -               | -               | -               | -               | -               | -               | -               |                 |
| 1997        | Greatest Hits Vol. II                    | 8               | -               | -               | -               | -               | -               | -               | -               | -               | -               |                 |
| 1998        | Best Of                                  | 7               | -               | -               | -               | -               | -               | -               | -               | -               | -               |                 |
| 1998        | Out of the Dark (Into the Light)         | 1               | 3               | 4               | -               | -               | -               | -               | -               | -               | -               |                 |
| 1998        | The Hit-Singles                          | -               | 7               | -               | -               | -               | -               | -               | -               | -               | -               |                 |
| 1999        | The Final Curtain - The Ultimate Best Of | 1               | 2               | 6               | -               | -               | -               | -               | -               | -               | -               |                 |
| 1999        | Verdammt wir leben noch                  | 3               | 35              | -               | -               | -               | -               | -               | -               | -               | -               |                 |
| 1999        | Live Forever (álbum en vivo)             | 34              | -               | -               | -               | -               | -               | -               | -               | -               | -               |                 |
| 2007        | Hoch wie nie (Best Of)                   | 1               | 2               | 5               | -               | -               | -               | 18              | -               | -               | -               | 6               |
| 2007        | Einzelhaft (25th Anniversary Edition)    | 22              | -               | -               | -               | -               | -               | -               | -               | -               | -               | -               |
| 2008        | Falco Symphonic (Wiener Neustadt 1994)   | 1               | 15              | 34              |                 |                 |                 |                 |                 |                 |                 | 34              |
| 2009 / 2010 | The Spirit Never Dies                    | 1               | 12              | 33              | -               | -               | -               | -               | -               | -               | -               | -               |

### Sencillos
| Año  | Sencillo                                                  | Máxima posición | Máxima posición | Máxima posición | Máxima posición | Máxima posición | Máxima posición | Máxima posición | Máxima posición | Máxima posición | Máxima posición | Máxima posición | Máxima posición | Máxima posición | Máxima posición | Máxima posición | Máxima posición | Máxima posición | Máxima posición | Máxima posición | Máxima posición |
| Año  | Sencillo                                                  | AUT             | GER             | CH              | UK              | 1NL             | FRA             | ITA             | SPA             | NOR             | SWE             | DK              | FIN             | SU              | U.S.            | CAN             | JPN             | NZ              | AUS             | ZA              |                 |
| ---- | --------------------------------------------------------- | --------------- | --------------- | --------------- | --------------- | --------------- | --------------- | --------------- | --------------- | --------------- | --------------- | --------------- | --------------- | --------------- | --------------- | --------------- | --------------- | --------------- | --------------- | --------------- | --------------- |
| 1981 | "That Scene" (versión inglesa de "Ganz Wien")             | 11              |                 |                 |                 |                 |                 |                 |                 |                 |                 |                 |                 |                 |                 |                 |                 |                 |                 |                 |                 |
| 1981 | "Der Kommissar"                                           | 1               | 1               | 2               | -               | 18              | 3               | 1               | 1               | 3               | 4               | -               | 1               | 1               | 72              | 11              | 1               | 4               | 7               |                 |                 |
| 1982 | "Maschine brennt" **                                      | 4               | 10              |                 |                 | 49              |                 |                 | 34              | 4               |                 |                 | 7               |                 |                 | -               |                 | -               |                 |                 |                 |
| 1982 | "Auf der Flucht"                                          |                 |                 |                 |                 |                 | -               |                 |                 |                 |                 |                 |                 |                 |                 | -               |                 | 18              |                 |                 |                 |
| 1982 | "Zuviel Hitze" (solo promocional)                         |                 | -               |                 |                 |                 |                 |                 |                 |                 |                 |                 |                 |                 |                 |                 |                 |                 |                 |                 |                 |
| 1984 | "Junge Roemer"                                            | 8               | -               | 24              |                 | -               |                 |                 | 2               |                 |                 |                 |                 |                 | -               |                 | -               |                 |                 |                 |                 |
| 1984 | "Nur mit Dir"                                             | 18              | -               |                 |                 |                 |                 |                 |                 |                 |                 |                 |                 |                 |                 |                 |                 |                 |                 |                 |                 |
| 1984 | "Kann es Liebe sein?" (con Désirée Nosbusch)              |                 | -               |                 |                 |                 |                 |                 |                 |                 |                 |                 |                 |                 |                 |                 |                 |                 |                 |                 |                 |
| 1985 | "Rock Me Amadeus"                                         | 1               | 1               | 2               | 1               | 2               | 3               | 2               | 1               | 6               | 1               | 4               | 1               | 1               | 1               | 1               | 1               | 1               | 2               | 1               |                 |
| 1985 | "Vienna Calling"                                          | 1               | 4               | 7               | 10              | 40              | -               | -               | 5               | -               | 3               | 10              | 5               | -               | 18              | 13              | 14              | -               | 75              | -               |                 |
| 1985 | "Jeanny"                                                  | 1               | 1               | 1               | 68              | 1               | 24              | 14              |                 | 1               | 1               | -               | -               | -               | -               | -               | 5               | -               | -               | -               |                 |
| 1986 | "The Sound of Musik"                                      | 4               | 4               | 11              | 61              | 67              | -               | 42              | 4               |                 |                 | 13              |                 |                 | 13              |                 | 6               | 11              |                 |                 |                 |
| 1986 | "Coming Home (Jeanny Part 2)"                             | 4               | 1               | 3               |                 |                 | -               |                 |                 | 4               | 1               |                 |                 |                 |                 |                 |                 |                 |                 |                 |                 |
| 1987 | "Emotional"                                               | 8               | 50              | -               | 85              |                 | -               |                 | 11              |                 |                 | 13              |                 |                 | -               |                 | -               |                 |                 |                 |                 |
| 1987 | "Body Next to Body" (con Brigitte Nielsen)                | 6               | 22              | -               | -               |                 |                 | 35              | 37              |                 |                 | 9               |                 | -               |                 | -               | 1               |                 | 44              |                 |                 |
| 1988 | "Wiener Blut"                                             | 4               | 9               | 24              |                 |                 | -               |                 | -               |                 |                 | 13              |                 |                 | -               |                 | -               |                 |                 |                 |                 |
| 1988 | "Satellite to Satellite"                                  | -               | -               |                 |                 |                 |                 |                 |                 |                 |                 | 11              |                 |                 |                 |                 | 7               |                 |                 |                 |                 |
| 1988 | "Garbo"                                                   |                 |                 |                 |                 |                 | -               |                 |                 |                 |                 |                 |                 |                 |                 |                 |                 |                 |                 |                 |                 |
| 1988 | "Do It Again"                                             |                 |                 |                 |                 |                 |                 |                 |                 |                 |                 |                 |                 |                 | -               |                 |                 |                 |                 |                 |                 |
| 1990 | "Data de Groove"                                          | 12              | -               |                 |                 |                 |                 |                 |                 |                 |                 |                 |                 |                 | -               |                 |                 |                 |                 |                 |                 |
| 1990 | "Charisma Kommando"                                       | -               | -               |                 |                 |                 | -               |                 |                 |                 |                 |                 |                 |                 |                 |                 |                 |                 |                 |                 |                 |
| 1991 | "Rock Me Amadeus" (Remix 1991)                            | -               | -               |                 |                 |                 |                 |                 |                 |                 |                 |                 |                 |                 |                 |                 |                 |                 |                 |                 |                 |
| 1991 | "Der Kommissar" (Remix 1991)                              |                 | -               |                 |                 |                 |                 |                 |                 |                 |                 |                 |                 |                 |                 |                 |                 |                 |                 |                 |                 |
| 1992 | "Nachtflug" (sencillo para Países Bajos)                  |                 |                 |                 |                 | -               |                 |                 |                 |                 |                 |                 |                 |                 |                 |                 |                 |                 |                 |                 |                 |
| 1992 | "Titanic"                                                 | 3               | 47              |                 |                 | -               |                 |                 |                 |                 |                 |                 |                 |                 |                 |                 |                 |                 |                 |                 |                 |
| 1992 | "Dance Mephisto"                                          | 17              | -               |                 |                 | -               |                 |                 |                 |                 |                 | 2               |                 |                 |                 |                 |                 |                 |                 |                 |                 |
| 1993 | "Monarchy Now" (Solo Promocional para Austria)            | -               |                 |                 |                 |                 |                 |                 |                 |                 |                 |                 |                 |                 |                 |                 |                 |                 |                 |                 |                 |
| 1995 | "Mutter, der Mann mit dem Koks ist da" (Falco ft. T>>MA)  | 3               | 11              | 30              |                 | -               |                 |                 |                 |                 |                 | 3               |                 |                 |                 |                 |                 |                 |                 |                 |                 |
| 1996 | "Naked" (Falco ft. T>>MB)                                 | 4               | 50              |                 |                 | -               |                 |                 |                 |                 |                 |                 |                 |                 |                 |                 |                 |                 |                 |                 |                 |
| 1998 | "Out of the Dark"                                         | 2               | 2               | 3               |                 |                 |                 |                 |                 |                 |                 |                 |                 |                 |                 |                 |                 |                 |                 |                 |                 |
| 1998 | "Egoist"                                                  | 6               | 4               | 19              |                 |                 |                 |                 |                 |                 |                 |                 |                 |                 |                 |                 |                 |                 |                 |                 |                 |
| 1998 | "Der Kommissar" (Jason Nevins & Club 69 Remixes)          | 39              | -               | -               | -               | -               | -               | -               | -               | -               | 49              | -               | -               | -               | -               | -               | -               | -               | -               | -               |                 |
| 1999 | "Push! Push!"                                             | 9               | 50              |                 |                 |                 |                 |                 |                 |                 |                 |                 |                 |                 |                 |                 |                 |                 |                 |                 |                 |
| 1999 | "Verdammt wir leben noch"                                 | 26              | -               |                 |                 |                 |                 |                 |                 |                 |                 |                 |                 |                 |                 |                 |                 |                 |                 |                 |                 |
| 2000 | "Europa"                                                  | -               | -               |                 |                 |                 |                 |                 |                 |                 |                 |                 |                 |                 |                 |                 |                 |                 |                 |                 |                 |
| 2007 | "Männer des Westens" (T. Börger Version 2007)             | 14              | 55              |                 |                 |                 |                 |                 |                 |                 |                 |                 |                 |                 |                 |                 |                 |                 |                 |                 |                 |
| 2007 | "FALCOs 1. (Chance To Dance / Summer)"                    | -               |                 |                 |                 |                 |                 |                 |                 |                 |                 |                 |                 |                 |                 |                 |                 |                 |                 |                 |                 |
| 2008 | "Der Kommissar (Falco Symphonic Version)" (solo descarga) | 49              |                 |                 |                 |                 |                 |                 |                 |                 |                 |                 |                 |                 |                 |                 |                 |                 |                 |                 |                 |
| 2008 | "Die Königin von Eschnapur" (Sencillo para Austria)       | -               |                 |                 |                 |                 |                 |                 |                 |                 |                 |                 |                 |                 |                 |                 |                 |                 |                 |                 |                 |
| 2009 | "The Spirit Never Dies (Jeanny Final)"                    | 3               | 3               | 33              |                 |                 |                 |                 |                 |                 |                 |                 |                 |                 |                 |                 |                 |                 |                 |                 |                 |
| 2010 | "Kissing In The Kremlin" (solo descarga)                  |                 |                 |                 |                 |                 |                 |                 |                 |                 |                 |                 |                 |                 |                 |                 |                 |                 |                 |                 |                 |

- ** El sencillo "On the Run/Maschine Brennt" se posicionó en el #9 del US Hot Dance Club Play.
- 1 "The Sound of Musik" se posicionó en el #17 en la lista Dutch Tipparade (Bubbling under Top 50).
- - indica que la canción no entró en esa lista.
- Un espacio en blanco indica que la canción no fue lanzada.